# Base aérienne 117 Paris
La base aérienne 117 Paris, ou Cité de l'Air, était une base aérienne de l'Armée de l'air française située pour l'essentiel dans le périmètre dessiné par l'avenue de la Porte-de-Sèvres, le boulevard Victor, la rue de la Porte-d'Issy et le boulevard périphérique, dans le 15e arrondissement de Paris.
La base accueillait l'état-major de l'Armée de l'air et notamment le Commandement de la défense aérienne et des opérations aériennes (CDAOA), responsable de la veille permanente de l'espace aérien national, ainsi que du suivi de toutes les opérations aériennes en cours.
La cérémonie de dissolution a eu lieu le 25 juin 2015, les services de la base ayant été refondus dans le cadre du projet d'Hexagone Balard.
En parallèle est créée la Formation administrative air de Paris 117 (FAAP 117), effective le 1er septembre 2015. La FAAP 117, responsable de la gestion en ressources humaines des quelque 2 800 Aviateurs parisiens, a ainsi conservé les prérogatives de commandant de formation administrative détenues par le commandant de la base aérienne 117. Par un arrêté du 18 décembre 2020, la FAAP 117 est devenue la « Formation administrative 117 Paris » (FA 117 Paris), renouant avec l’héritage de la Cité de l’Air et de la base aérienne 117.

## Histoire
Paris s'avère, très tôt, une ville marquée par l'aéronautique. Plusieurs terrains d'aviation y coexistent, dont celui d'Issy-les-Moulineaux, situé en périphérie sud-ouest de la ville, champ de manœuvres militaires depuis le 29 mars 1890 (libérant ainsi le Champ de Mars).
Près de Paris, la future aviation militaire dispose des camps de Satory, près de Versailles et du terrain qui deviendra la base aérienne 104 Dugny-Le Bourget. Orly complétera ce dispositif, en 1929, ainsi que la base aérienne 107 Villacoublay, en 1936.
L'aéronautique militaire, future Armée de l'air préfère se développer sur des terrains de province plus vastes, tels que ceux de la base aérienne 122 Chartres-Champhol, de la base aérienne 125 Istres-Le Tubé, de la base aérienne 702 Avord ou la base aérienne 102 Dijon-Longvic, par exemple.
À la place des anciennes fortifications ceinturant Paris, le 15 septembre 1928, le Ministère de l'air, créé la même année, le 15 décembre, s'installe boulevard Victor. Les bâtiments de la « Cité de l'Air » sont réalisés en 1934, année de naissance juridique de l'Armée de l'air française (Loi du 2 juillet 1934). Paris est l'une des cinq régions aériennes, avec quatre bases : Paris, Le Bourget, Reims et Chartres.
La Base aérienne 117 est inaugurée en 1936. Le 117e bataillon de l'Air y est affecté.
Entre 1942 et août 1944, cent-quarante-trois résistants sont fusillés au stand de tir de la base aérienne.
En 1962, le boulevard périphérique vient s'incruster dans les installations. Les bâtiments sont complétés en 1971 et en 1978.
La Base aérienne 117 est formellement créée le 1er janvier 1964 - trente ans après la création de la Cité de l'Air, boulevard Victor.
En août 1964 est créé le Centre de Transmission de l'Administration Centrale (CTAC 00.817), relié aux stations situées à Étampes (émission) et à Chartres (réception).

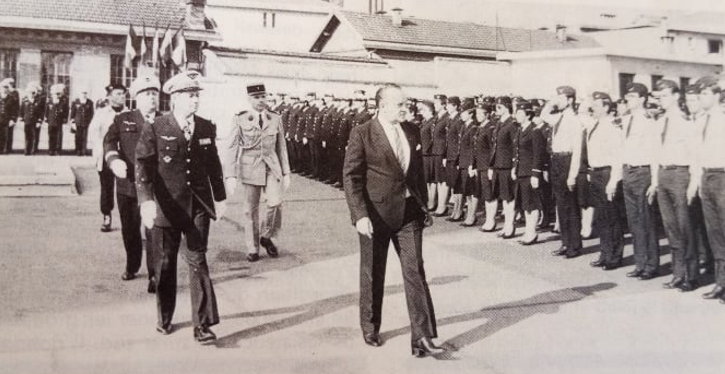
Le ministre de la Défense, Charles Hernu, le chef d'état-major de l'armée de l'Air, le général Capillon, et le commandant de la BA117, le colonel Charpentier, passent les troupes en revue lors de la cérémonie du 2 juillet 1984.

Durant la conscription, le centre d'instruction militaire de la Cité de l'Air (CIMCA), d'abord sur la base aérienne 104 Dugny-Le Bourget, puis sur la base aérienne 122 Chartres-Champhol, assurait la formation militaire initiale des appelés du contingent servant à la Base aérienne 117, dans différentes spécialités utiles à son fonctionnement.
Le 2 juillet 1984, la Cité de l'Air et la Base aérienne 117 reçoivent le nom de baptême « capitaine Georges Guynemer ». Une plaque de marbre rappelle cette cérémonie à Balard : « Le 2 juillet 1984 à l’occasion du cinquantième anniversaire de la prise d’identité de l’armée de l’Air, Monsieur Charles Hernu, Ministre de la Défense, et le général Capillon, chef d’état-major de l’armée de l’Air, ont donné à la Cité de l’Air le nom de tradition de Capitaine Guynemer (…) ».
En décembre 2007, la décision d'évolution du site est prise.
En 2015, la base aérienne 117 est dissoute.

## Dissolution
Depuis 2015, un complexe architectural regroupe le ministère de la défense ainsi que l'ensemble de ses services, des états-majors des trois armées (terre, marine, air), à l'emplacement de deux sites situés de part et d'autre de l'avenue de la Porte-de-Sèvres, dont les bâtiments sont reliés entre eux par une passerelle enjambant celle-ci.
La « Cité de l'Air » ayant disparu, le site libéré constitue la « parcelle est » d'une superficie de 8,5 ha, tandis que le site voisin historique du service technique des constructions navales (dont le bassin des carènes) dépendant en dernier lieu de la délégation générale pour l'Armement (DGA) est partagé en deux parties séparées par la nouvelle rue du Général-Alain-de-Boissieu : la « parcelle ouest » de 5 ha et la « corne ouest » de 3 ha. L'ancien bâtiment administratif de la DGA (« bâtiment Perret ») a été conservé intact.
Un nouveau centre de secours de la brigade de sapeurs-pompiers de Paris, situé au 5bis, avenue de la Porte-de-Sèvres, accueille le détachement « Balard », embryon de la future UES « Défense ».
Ces deux parcelles totalisent 300 000 m2 de SHON,.

## Création de la Formation administrative 117 de Paris
Dans le cadre du regroupement des états-majors et services de la Défense sur le site de Balard, la Cité de l’Air et Base Aérienne (CABA) 117 a été dissoute le 31 août 2015.
Une nouvelle entité est alors crée : la Formation administrative air de Paris 117 (FAAP 00.117), à compter du 1er septembre 2015. La création de cette nouvelle entité répondait au besoin de regrouper les unités de l’armée de l’air de Balard et de l’Ecole Militaire au sein d’une formation administrative unique, afin que les prérogatives de commandant de formation administrative détenues par le commandant de la CABA 117 restent assurées pour les quelque 2 800 Aviateurs rattachés à la base aérienne 117.
Le plan stratégique de l’armée de l’air « Plan de vol », dévoilé en 2018 par le chef d’état-major de l’armée de l’air Philippe Lavigne, fait de la « force morale » et de l’identité des Aviateurs un axe stratégique à part entière. C’est dans cette perspective que, pour reprendre les mots du colonel Lenoble (son premier commandant), « la FAAP 117 a pleinement vocation et œuvre à devenir le repère visible et connu de tous les Aviateurs en poste à Paris ».
En 2019, la Formation administrative air Paris 117 a évolué pour adopter le format « Base aérienne du 21e siècle » (BA XXI), qui modifie l’organisation des bases aériennes françaises pour en faire des « plateformes de combat pour tous les Aviateurs ».
Par un arrêté du 18 décembre 2020, la Formation administrative Air Paris a changé d’appellation et est devenue la « Formation administrative 117 Paris » (FA 117 Paris).
Aujourd’hui, si ses principaux services sont installés à l’École militaire, la FA 117 Paris a la particularité de ne pas être responsable d’une emprise territoriale. Son périmètre concerne plus de 2 800 Aviateurs d’active et de réserve. La FA 117 Paris est ainsi l’échelon de référence pour tous les Aviateurs parisiens, disséminés en de nombreux endroits de la capitale ou en poste permanent à l’étranger.

## Curiosités
- Deux avions étaient exposés le long des rues : un Fouga Magister aux couleurs de la Patrouille de France le long du boulevard Victor et un Mirage IIIE de l'Escadron de chasse 2/3 Champagne le long de l'avenue de la Porte-de-Sèvres ; ils ont été démontés le 14 janvier 2012 à l'occasion de l'avancement des travaux.
- Nicolas Sarkozy y effectue son service militaire en 1978, où il appartient au Groupe rapide d'intervention (GRI), chargé, entre autres tâches générales, de surveillance et de nettoyage[10],[11], de même que Brice Hortefeux. Leur formation militaire s'est faite au centre d'instruction militaire de la Cité de l'Air (CIMCA).